# Metarranthis lateritiaria
Metarranthis lateritiaria är en fjärilsart som beskrevs av Walker. Metarranthis lateritiaria ingår i släktet Metarranthis och familjen mätare. Inga underarter finns listade i Catalogue of Life.